# Barbacoll de Swainson
El barbacoll de Swainson (Notharchus swainsoni) és una espècie d'ocell de la família dels bucònids (Bucconidae) que habita zones boscoses des de l'est del Paraguai fins a la costa sud-est del Brasil.